# Montoussé
Montoussé è un comune francese di 237 abitanti situato nel dipartimento degli Alti Pirenei nella regione dell'Occitania.

## Monumenti e luoghi d'interesse
- Chiesa di Notre-Dame
- Santuario di Notre-Dame de Nouillan

## Società

### Evoluzione demografica
Abitanti censiti